# Gheorghe Doja (okręg Bacău)
Gheorghe Doja – wieś w Rumunii, w okręgu Bacău, w gminie Răcăciuni. W 2011 roku liczyła 826 mieszkańców.